# 長野県立阿南病院
長野県立阿南病院（ながのけんりつあなんびょういん）は長野県下伊那郡阿南町にある病院。地方独立行政法人長野県立病院機構が運営する。

## 沿革
- 1945年（昭和20年） - 千葉医科大学医学専門部が当地に戦時疎開する。
- 1948年（昭和23年）6月1日 - 日本医療団から長野県に運営が移管される。
- 1964年（昭和39年）8月 - 救急告示病院に指定される。
- 1981年（昭和56年）4月 - へき地中核病院の指定される。
- 2010年（平成22年）4月1日 - 地方独立行政法人長野県立病院機構に運営移管。
- 2013年（平成25年）3月 - 精神科病棟を廃止し、病床85床になる。

## 診療科目
- 内科
- 小児科
- 外科
- 整形外科
- 泌尿器科
- （皮膚科）
- 婦人科
- 眼科
- 放射線科
- （麻酔科）
- リハビリテーション科
- 精神科

（）は休診中

## 交通
- 中央自動車道飯田ICから30km、約40分。
- 東海旅客鉄道飯田線温田駅から徒歩15分。